# Volker Meid
Volker Meid (* 8. Mai 1940 in Darmstadt) ist ein deutscher Literaturwissenschaftler und Herausgeber von Standardwerken zur deutschen Literatur.

## Leben
Meid lehrte von 1970 bis 1982 als Professor für deutsche Literatur an der University of Massachusetts in Amherst/USA, in Freiburg und Bielefeld. Neben seiner Tätigkeit als Herausgeber von allgemeinen Abhandlungen zur deutschen Literatur ist Meid besonders für Arbeiten zur Erforschung der Literatur der Frühen Neuzeit bzw. des Barock bekannt.

## Schriften (Auswahl)
als Autor
- Der Dreißigjährige Krieg in der deutschen Barockliteratur. Reclam, Ditzingen 2017, ISBN 978-3-15-011145-1 (Michael Weise: Rezension, Wissenschaftlicher Literaturanzeiger, 2020).
- Grimmelshausen. Leben, Werk, Wirkung. Reclam, Stuttgart 2011, ISBN 978-3-15-017682-5.
- Die deutsche Literatur im Zeitalter des Barock. Vom Späthumanismus zur Frühaufklärung 1570–1740. C.H. Beck, München 2009, ISBN 978-3-406-58757-3 (Geschichte der deutschen Literatur von den Anfängen bis zu Gegenwart; 5).
- Barocklyrik. 2. Aufl. Metzler, Stuttgart 2008, ISBN 978-3-476-12227-8 (Sammlung Metzler; 227).
- Metzler Literatur Chronik. Werke deutschsprachiger Autoren. 3. Aufl. Metzler, Stuttgart 2006, ISBN 978-3-476-02132-8.
- Sachwörterbuch zur deutschen Literatur. Neuausg. Reclam, Stuttgart 2001, ISBN 3-15-018129-1.
- Der deutsche Barockroman. Metzler, Stuttgart 1974, ISBN 3-476-10128-2 (Sammlung Metzler; 128).

als Herausgeber
- Daniel Casper von Lohenstein: Cleopatra. Trauerspiel. Reclam, Stuttgart 2008, ISBN 978-3-15-018548-3.
- Sachlexikon Literatur. Dtv, München 2000, ISBN 3-423-32522-4.
- Paul Fleming: Deutsche Gedichte. Reclam, Stuttgart 2000, ISBN 3-15-002455-2.
- Hans Jakob Christoffel von Grimmelshausen. Der abenteuerliche Simplicissimus Teutsch. Neuausg. Reclam, Stuttgart 1996, ISBN 3-15-050761-8.
- Lachen ohne Bewährung. Juristenanekdoten. Piper, München 1990, ISBN 3-492-10649-8.
- (mit Ingeborg Springer-Strand): Johann Gottfried Schnabel. Insel Felsenburg. Reclam, Stuttgart 1982, ISBN 3-15-008421-0.